# Grethe Kausland

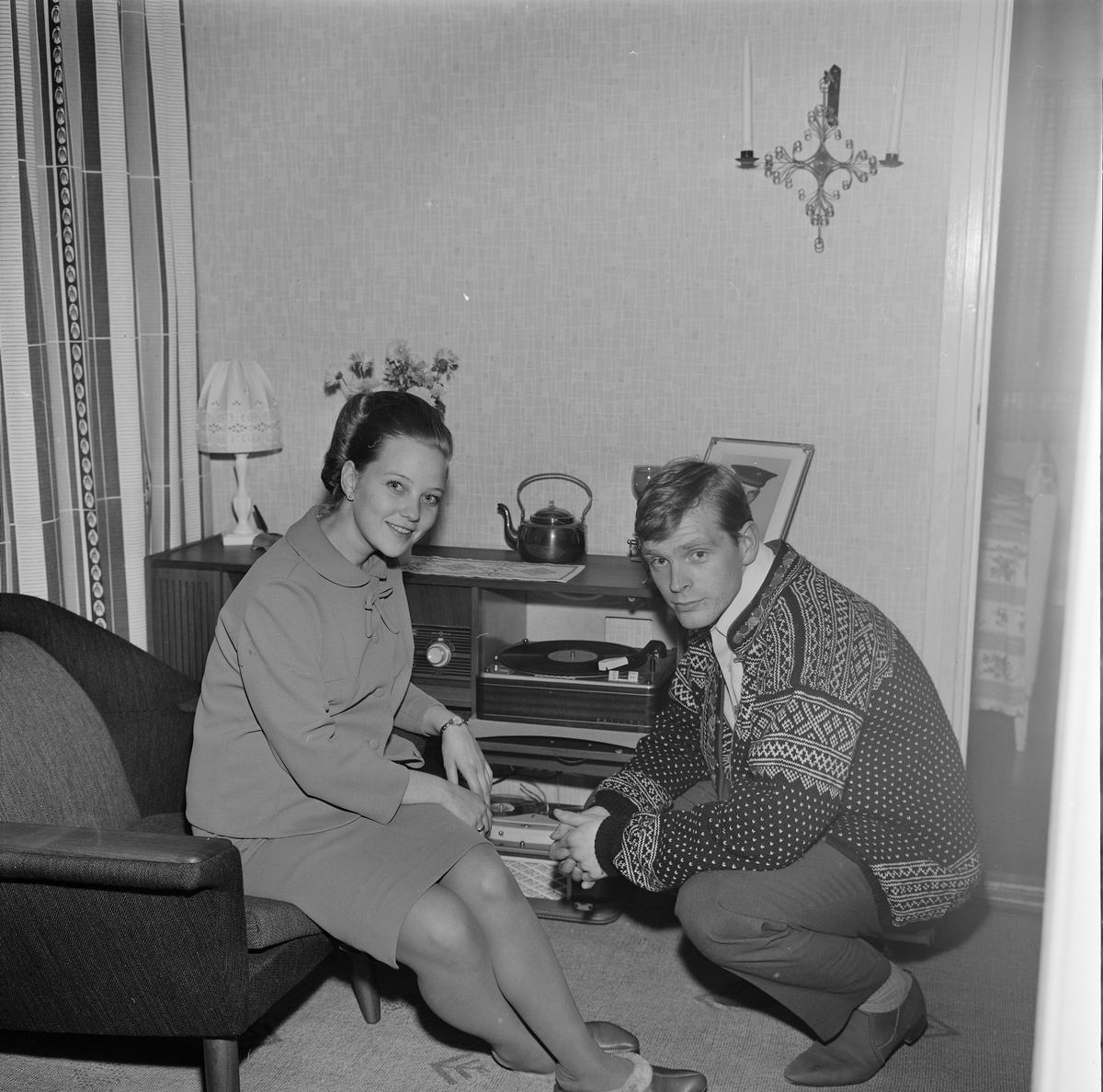
Grethe und Halvard Kausland (um 1966)

Grethe Kausland (geb. Nilsen; * 3. Juli 1947 in Horten; † 16. November 2007 in Oslo) war eine norwegische Sängerin und Schauspielerin und in jungen Jahren als Kinderstar bekannt.

## Leben und Wirken
Als Achtjährige gewann Grethe Kausland bei einem Gesangswettbewerb, die daraus resultierende Single Teddyen min verkaufte sich 100.000 Male und wurde ein Radiohit. Weitere zwölf Singleveröffentlichungen als Lille Grethe folgten und ab 1957 war sie auch in fünf Spielfilmen zu sehen. Zusammen mit Benny Borg siegte sie beim Melodi Grand Prix 1972 und durfte daher beim Eurovision Song Contest 1972 für Norwegen antreten. Mit dem Schlager  Småting erreichte das Duo Platz 14. Ab dieser Zeit schloss sich Kausland der Musik-Comedytruppe Dizzie Tunes an, mit der sie bis 1992 acht Alben veröffentlicht hatte.
Ab 1996 war Kausland auch als Schauspielerin in norwegischen Fernsehserien, meist Sitcoms, zu sehen. Sie starb 2007 an Lungenkrebs.

## Diskografie (Auswahl)
Alben

| Jahr | Titel                      | Höchstplatzierung, Gesamtwochen, AuszeichnungChartsChartplatzierungen (Jahr, Titel, Platzierungen, Wochen, Auszeichnungen, Anmerkungen) | Anmerkungen |
| Jahr | Titel                      | NO | Anmerkungen |
| ---- | -------------------------- | --- | ----------- |
| 1972 | Mere ra-ta-ta-ta           | NO12 (14 Wo.)NO |             |
| 1972 | Toppop                     | NO11 (11 Wo.)NO |             |
| 1978 | A Taste Of                 | NO17 (6 Wo.)NO |             |
| 1979 | Grethe synger lille Grethe | NO21 (12 Wo.)NO |             |
| 2008 | Jazz My Way                | NO30 (3 Wo.)NO |             |